# Cryptopygus parallelus
Cryptopygus parallelus är en urinsektsart som först beskrevs av Einar Wahlgren 1901.  Cryptopygus parallelus ingår i släktet Cryptopygus och familjen Isotomidae. Inga underarter finns listade i Catalogue of Life.